# Sophie Burger-Hartmann

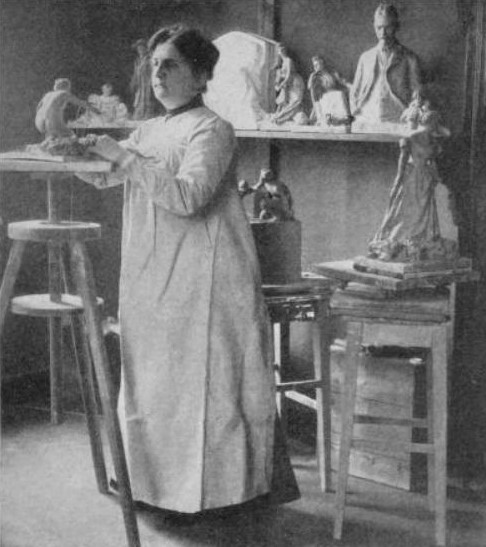
Sopie Burger-Hartmann 1907

Sophie Burger-Hartmann (* 23. Mai 1868 in München als Sofie Isabella Marie Hartmann; † 23. Mai 1940 ebenda) war eine deutsch-schweizerische Malerin, Bildhauerin und Kunsthandwerkerin.

## Leben

Villa Burger, Erlenweg 2, Kleinmachnow, im Jahr 1911 (1944 ausgebrannt, um 1970 abgetragen)

Sofie Hartmann war die Tochter von Isabella Hartmann, geborene Hauner und Staatsbahningenieur August Hartmann. Sie studierte vom Wintersemester 1884/85 bis zum Wintersemester 1886/87 dekorative Malerei an der Kunstgewerbeschule München. Anschließend setzte sie ihre Ausbildung vermutlich an der Damen-Akademie des Münchner Künstlerinnen-Vereins (Malerei) und dann an der Académie Julian in Paris fort. Als Autodidaktin wandte sie sich, motiviert von Hermann Obrist, der Plastik zu. Ihr späterer Ehemann, der Schweizer Porträtmaler Fritz Burger, war zwischen 1891 und 1897 an der École des Beaux-Arts in Paris eingeschrieben. Graham Dry hält es für möglich, dass sich das Paar in der Stadt kennen gelernt hat und sich die Künstlerin mit Rücksicht auf die angestrebte Malerkarriere von Fritz Burger der Bildhauerei zuwandte. Die Heirat der beiden fand im Mai 1898 in München statt. In ihrer ersten Wohnung in der Friedrichstraße in München wurde die Tochter Isabella Marie Sofie Burger im Mai 1899 geboren. Später folgt der Sohn Hanns Burger.
Im Jahr 1899 siedelte Sophie Burger-Hartmann mit ihrer Familie nach Basel über. 1905 wechselten sie nach Berlin. In Kleinmachnow bezog die Familie ab 1910 die Villa Burger, entworfen von Albert Rieger, behielt aber die Eigentumswohnung in der Friedrichstraße in München. Weitere Stationen sind Dürnbach (Gmund am Tegernsee), wieder München und 1922 Lindau. 1927 bezog Sophie Burger-Hartmann nach dem Tod des Ehemanns eine Wohnung in der Hedwigstraße in München. Die Künstlerin verstarb an ihrem 72. Geburtstag im Jahr 1940.
In den Veröffentlichungen und Ausstellungskatalogen wurde ihr Vorname als »Sophie« geführt. Auch ihre Werke signierte sie mit dem Vornamen »Sophie«. Hingegen verzeichneten Behördendokumente den Namen »Sofie«.

## Werk
Burger-Hartmann entwarf Schmuck, Miniaturbüsten und Bildnisstatuetten aus Metall oder Elfenbein. Anfangs war ihr Stil durch die Ausbildung in Frankreich beeinflusst, jedoch strahlten ihre Plastiken mehr Ernsthaftigkeit aus. Alexandre Charpentier und Jules Chéret waren ihre Vorbilder. Ihre kunsthandwerklichen Arbeiten wie Leuchter, Schalen, Spiegel und kleine Gefäße kombinierte sie in der Zeit des Jugendstils mit nackten, weiblichen, in sich gekehrten Figuren. Die fließenden Formen verraten ihren Zweck oft erst auf den zweiten Blick. In ihrer Zeit in Basel weitete sie das Schaffen auf keramische Plastiken und Kunstmedaillen aus.
Ab etwa 1887 stellte die Künstlerin aus und verkaufte überwiegend an Privatleute. Sie arbeitete als freie Bildhauerin sowie für die Vereinigten Werkstätten für Kunst im Handwerk in München. Die im Jahr 1898 von Julius Meier-Graefe eröffnete und von Henry van de Velde eingerichtete Galerie 'La Maison moderne' in Paris vertrieb einige ihrer Skulpturen.
Fritz Burger führte 1925 den gegründeten Lindauer Künstlerbund an, mit dem Sophie Burger-Hartmann im August des Jahres anlässlich einer Garten- und Gewerbeausstellung in Lindau Schnitzereien in Holz und Terrakotta ausstellte.
Kleinplastiken und künstlerische Gefäße wurden in die Sammlungen des Grassi-Museums Leipzig, Ashmolean Museums Oxford, Münchner Stadtmuseums und des Badischen Landesmuseums Karlsruhe aufgenommen. Einige ihrer Medaillen und der Entwurfsmodelle befinden sich im Münzkabinett der Staatlichen Museen zu Berlin.

## Werke (Auswahl)

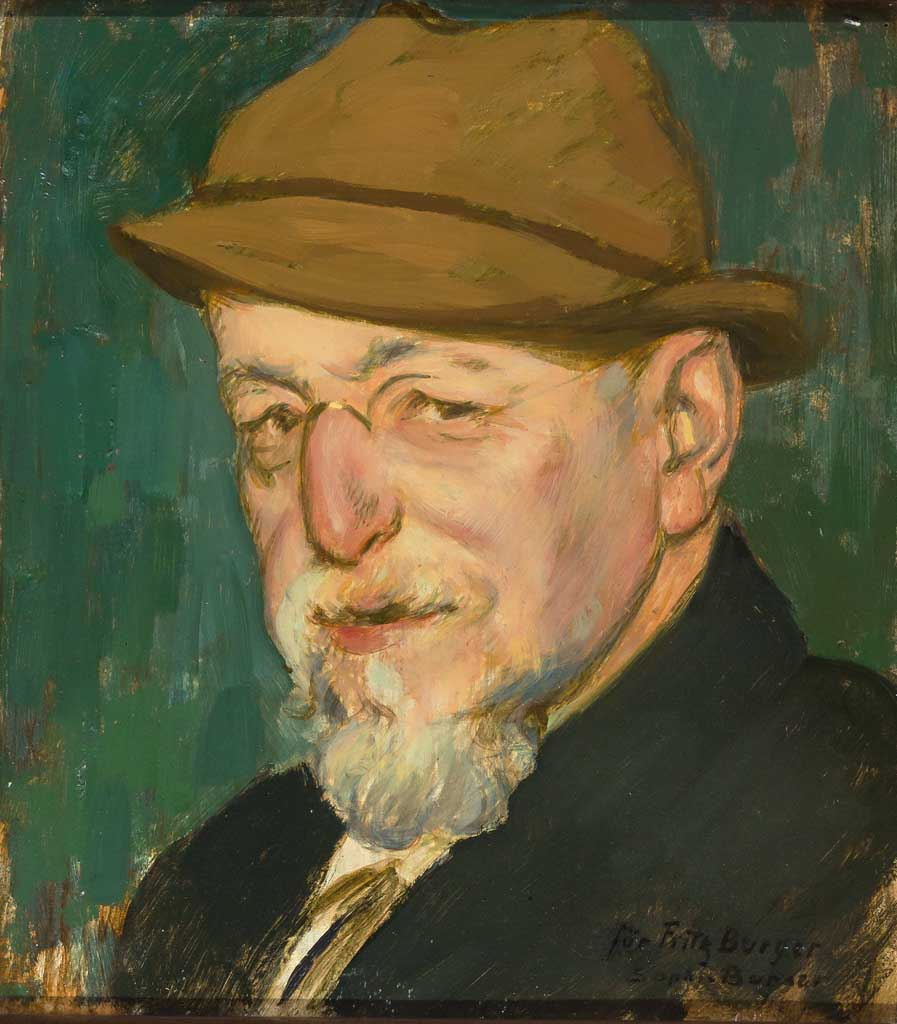
Porträt des Robert Schielin, Sophie Burger-Hartmann

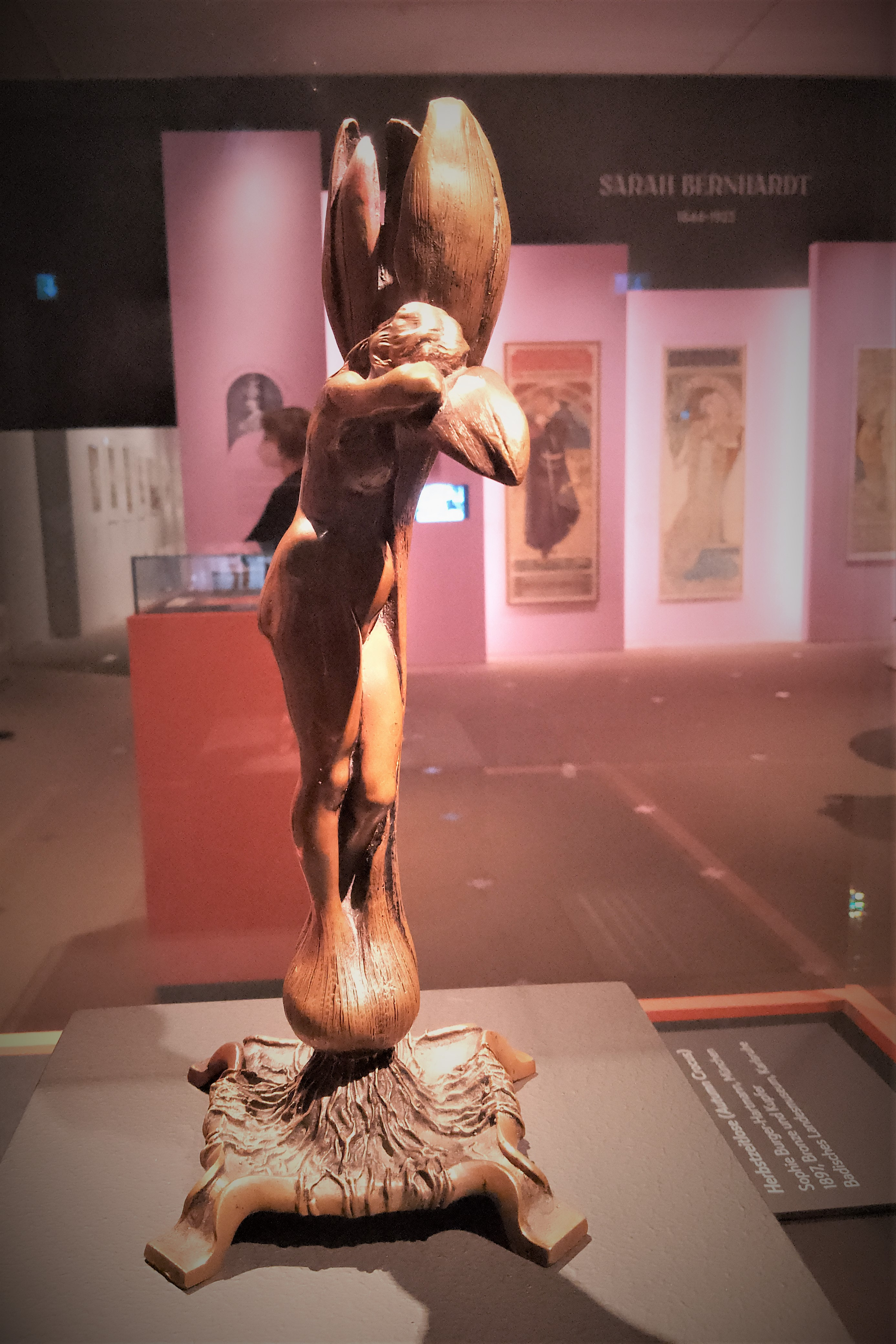
Plastik Herbstzeitlose, Sophie Burger-Hartmann 1897

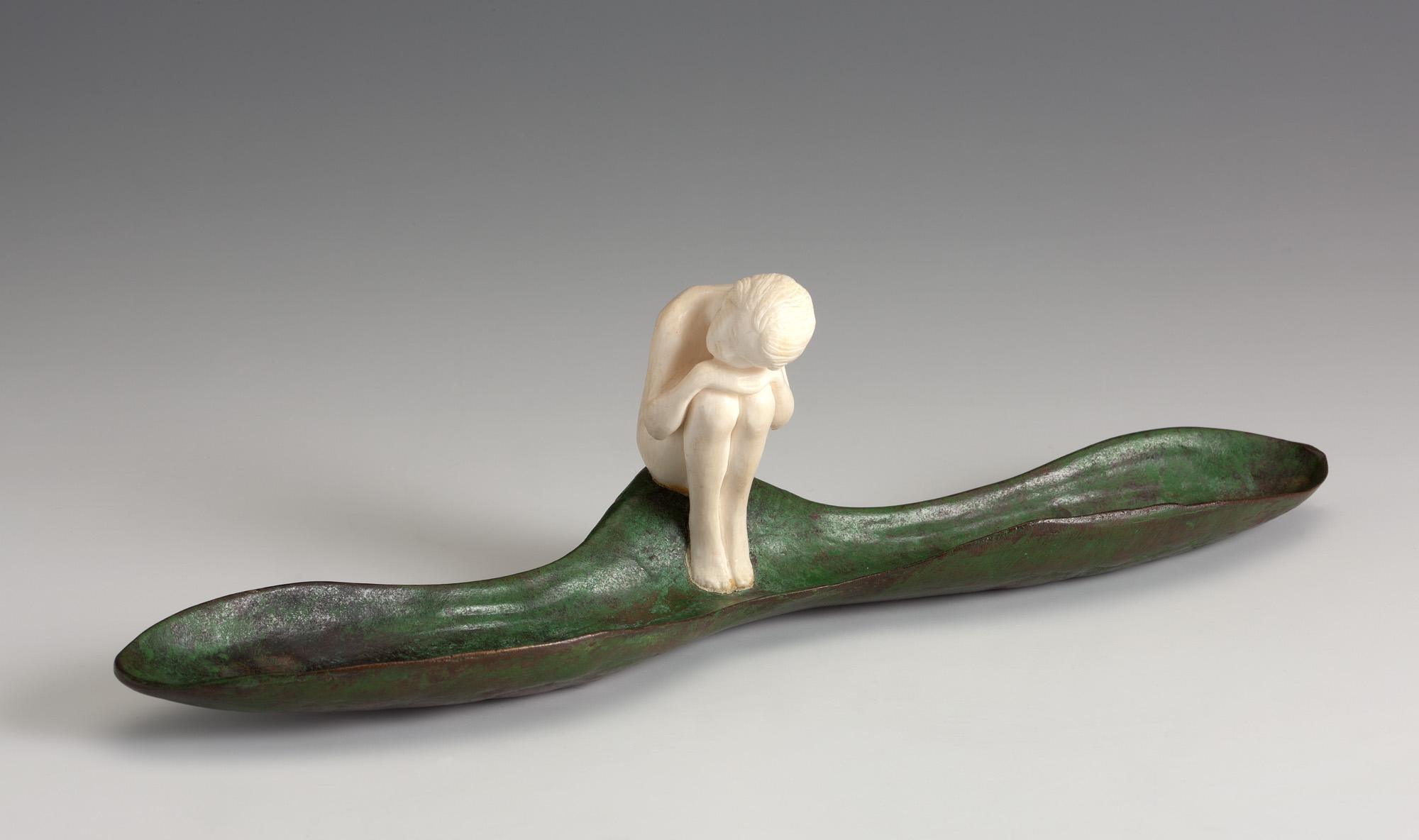
Federschale mit Elfenbeinfigur von Sophie Burger-Hartmann, vor 1899

- 1898: Blattnymphe, Visitenkartenschale mit nackter Frau, Modell 409, Vereinigte Werkstätten für Kunst im Handwerk[14]
- vor 1899: Federschale[15][16]
- vor 1899: Petschaft und Schreibzeug aus Bronze[17]
- vor 1901: Doppelschale[18]
- vor 1901: Lichtmotte, Leuchter[19][20]
- vor 1901: Federschale[21]
- vor 1901: Träumendes Blatt, Schale[22][23]
- vor 1901: Tintenfass[24]
- vor 1901: Kerzenhalter[25]
- 1907: Der Ball, Kleinbronze[26]
- 1914–1918: Kronprinzessin Cäcilie von Preußen, einseitiges Gipsmodell[27]
- 1914–1918: Leben, lieben, tun und auf Höhen ruhn (Hedwig Heyl), einseitiges Gipsmodell[28]
- 1915: Schwesternpflege, Zweiseitiges Bronzemodell[29]
- 1915: Einseitiges Gipsmodell[30]
- 1915: Pflügende Bäuerin, einseitiges Gipsmodell[31]
- 1915: Pflügende Bäuerin, einseitiger Eisenguss[32]
- 1915: Pflügende Bäuerin, einseitiges Gussmodell[33]

## Ausstellungen (Auswahl)
- 1897: VII. Internationale Kunstausstellung, München[3]
- 1898: Großen Berliner Kunstausstellung[34]
- 1898: Jahres-Ausstellung im Münchner Kgl. Glaspalast[3]
- 1898: Verein der Berliner Künstlerinnen[35]
- 1898: Ausstellung der Secession im Wiener Secessionsgebäude[36]
- 1899: Große Berliner Kunst-Ausstellung[37]
- 1899: Deutsche Kunst-Ausstellung, Dresden[38]
- 1899: Ausstellung des Brüsseler Kunstvereins 'La Libre Esthétique'[3]
- 1899: Secessions-Ausstellung im Ausstellungsgebäude am Königsplatz[39][40][41]
- 1899: Sonderausstellung von Klein-Bronzen und Metall-Arbeiten im Städtischen Suermondt-Museum zu Aachen[42]
- 1900: Weltausstellung in Paris[43]
- 1900: Women’s Exhibition, Earl’s Court London[44]
- 1901: Erste Ausstellung für Kunst im Handwerk München[45][46]
- 1901: 'Baslerische Gewerbeausstellung'[47]
- 1901: Fachausstellungen für Kunsttöpferei und Bronze-Kleinplastik, Leipzig[48]
- 1901: Weihnachtsausstellung im Künstlerinnenverein München[49]
- 1901/02: 'Sylvester-Ausstellung' in der Basler Kunsthalle[50]
- 1903: Ausstellung im Züricher Künstlerhaus[51]
- 1904: Weltausstellung, St. Louis[52]
- 1906: Ausstellung der Freien Vereinigung Darmstädter Künstler[53]
- 1906: 3. Deutsche Kunstgewerbe-Ausstellung Dresden[54]
- 1906: Verein der Berliner Künstlerinnen[35]
- 1907: Große Berliner Kunst-Ausstellung[26]
- 1909: Große Wiesbadener Ausstellung[3]
- 1911: Jubiläums-Ausstellung der Münchner Künstler-Genossenschaft im Glaspalast[55]
- 1912: Kunstverein München[56]
- 1923: Ausstellung Fritz Burger und Sophie Burger-Hartmann, Lindau[57]
- 1925: Ausstellung im Kunstverein Augsburg[58]

Posthum
- 1990/91: Münchner Schmuck 1900 - 1940, Bayerisches Nationalmuseum, München
- 1992/93: Medaillenkünstlerinnen in Deutschland, Kunstmuseum Moritzburg Halle (Saale) Halle und Frauenmuseum Bonn
- 2014/15: Ab nach München! Künstlerinnen um 1900, Münchner Stadtmuseum
- 2020/23: Göttinnen des Jugendstils. Allard Pierson Museum Amsterdam (2020/21), Badisches Landesmuseum Karlsruhe (2021/22), Braunschweigisches Landesmuseum (2023)
- 2022: Wasser im Jugendstil – Heilsbringer und Todesschlund, Museum Wiesbaden[14]

## Auszeichnungen
- 1898: Bronzemedaille auf der Großen Berliner Kunstausstellung[34]
- 1900: Goldmedaille auf der Weltausstellung Paris[2]
- 1900: Goldmedaille auf der Londoner Women’s Exhibition[2]
- 1902: Goldmedaille auf der Industrie- und Gewerbe-Ausstellung und deutschnationale Ausstellung, Düsseldorf[59]
- 1902: Silbermedaille auf der Ersten internationalen Ausstellung für moderne dekorative Kunst in Turin[2][60]
- 1903: 1. Preis im Wettbewerb für den Entwurf einer Plakette zur Erinnerung an die Aufnahme des Aargaus als Schweizerkanton, verbunden mit der Umsetzung des Entwurfes[61]
- 1906: Goldmedaille auf der 3. Deutschen Kunstgewerbe-Ausstellung, Dresden[54]

## Mitgliedschaften
- Münchner Künstlerinnen-Verein (1898/99 bis 1904/05)[3]
- Verein der Berliner Künstlerinnen (1898-1916)[35]